# Cerodontha lyneborgi
Cerodontha lyneborgi är en tvåvingeart som beskrevs av Spencer 1972. Cerodontha lyneborgi ingår i släktet Cerodontha och familjen minerarflugor. Inga underarter finns listade i Catalogue of Life.